# Krasni Iar (Saràtov)
|  | Per a altres significats, vegeu «Krasni Iar». |

Krasni Iar (en rus: Красный Яр) és un poble de l'óblast de Saràtov, a Rússia, segons el cens del 2010 tenia 83 habitants. Pertany al districte municipal d'Arkadak.